# فندي الفايز
فندي عباس سلامة الفايز هو زعيم من زعماء العرب من عائلة الفايز وكان أحد شيوخ قبيلة بني صخر من عشرينيات القرن التاسع عشر حتى وفاته. يعد على النطاق الواسع على أنه الشخصية الأكثر اهمية في بني صخر وأحد أقوى الشخصيات القبلية في شبه الجزيرة العربية في القرن التاسع عشر. كانت أول معركة قبلية موثقة لفندي تعود إلى عام 1820  عندما كان يبلغ من العمر عشرين عامًا فقط.
وبحلول نهاية حكمه قد وسع أراضي قبائل بني صخر لتغطية أجزاء كبيرة من مادبا، ام العمد، آل الجيزه، القسطل، أجبال اللفيفة، وأجزاء من عجلون، ذيبان، وغيرها من المناطق في جنوب عمان ومعان. كما أنه كان يقود بني صخر ألى سهول إسدريلون وطبرية ويقدي أوقاته في تلك المنطقة ويجازي سكانها كتابعين له. أراضي فندي الشاسعة، وجيشه الذي يتكون من 4500 محارب بدوي مسلح،  وقيادته لجيشه بني عشيرته لحراسة الحجاج، وسلوكه، هم الأسباب التي جعلت نسبت عليه لقب الملك العجوز. 
كان لفندي 14 ابناً وهم: سطم، سطام، طلال، هزاع، صفوق، محمد، برجس، نايف، فرحان، جروح، هايل، سحن، صالح، وجدعان. وخلفه ابنه سطم الفايز، الذي واجه انقسامًا في عائلته بعد وفاة فندي. ولاليوم الحاضر يستمرون أحفاد فندي في قيادة عائلة الفايز وبني صخر.

## وصف فندي
تم وصف مظهر فندي من قبل العديد من المؤلفين الذين أمتعوه من أوروبا. يوصف فندي بأنه رجل ذو هيبة مخيفة و «ذو لحية حديدية، ملامح مميزة بقوة، أنف دقيق وبارز، عيون سوداء سائلة كبيرة». يحمل معه سيفه ومسدسه، وكلاهما منحوت ومزخرف بالفضة.  كان يحمل فيندي أيضًا «سيف من فلاذ دمشق التي احتفظ بها بعناية، وأيضًا درع من الحديد، والذي يرجع تاريخه إلى العصور الإسلامية المبكرة» 

## بني صخر تحت قيادة فندي

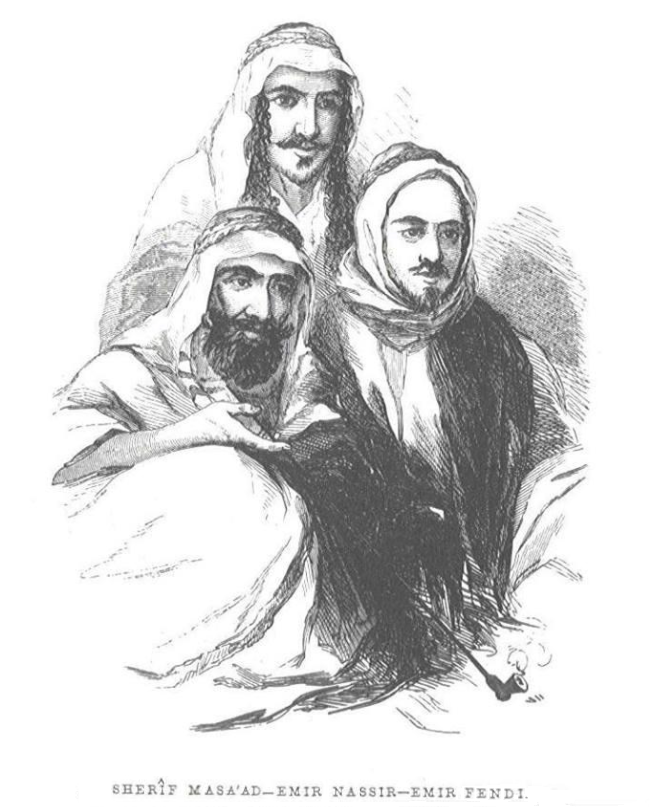
الأمير فندي الفايز (في الوسط) ، شريف مساعد (يسار) ، والأمير ناصر الغزاوي (يمين) حوالي عام 1848 رسمها ويليام ف. لينش.

يُعتقد على نطاق واسع أن بني صخر شهدت في عهد فندي أسرع نمو من حيث عدد السكان والأرض والثروة. في عام 1810 تمكنت بني صخر من الدفاع ضد هجوم مشترك من سليمان باشا من دمشق والشيخ حمود الصالح من عدوان والروالة. هذه بداية لتاريخ طويل من الانتصارات التي أدت إلى توسع بني صخر في القرن التاسع عشر، وكان فندي مساهمًا كبيرًا فيها. في ثلاثينيات القرن التاسع عشر، أفاد جون ل. بوركهارت أن قوات بني صخر بلغت قرابة 500 رجل. في عام 1863، رأى هنري ب. تريسترام مخيم بني صخر في منطقة غور، ووصفه بأنه في مرات عديدة الرقم الذي شرحه بورشكاردت قبل حوالي 35 عامًا. كتب تريسترام:
«عندما خيموا، في عام 1863، في الغور [وادي الأردن] ، قبل مداهمتهم لسهل إسدريلون، غطت خيامهم، مثل المديانيين، الأرض لأميال، بعيدًا عن الجبل. بيسان، وفي غضون أسبوع لم يكن هناك نصل أخضر يمكن رؤيته، حيث قبل وصول هذه الجراد كان المرء يقف بعمق الركبة في أعشاب الرتبة.»
في عام 1877 قُدر هذا مرة أخرى بـ 4500. 
ركز فندي أيضًا بشكل كبير على التجارة، حيث ورد أنه كان يرتب بيع الإبل والجمال للحجاج، وكان يكسب 1500 جنيه إسترليني سنويًا من بيع أو استئجار الجمال.

## ولي الحجاج

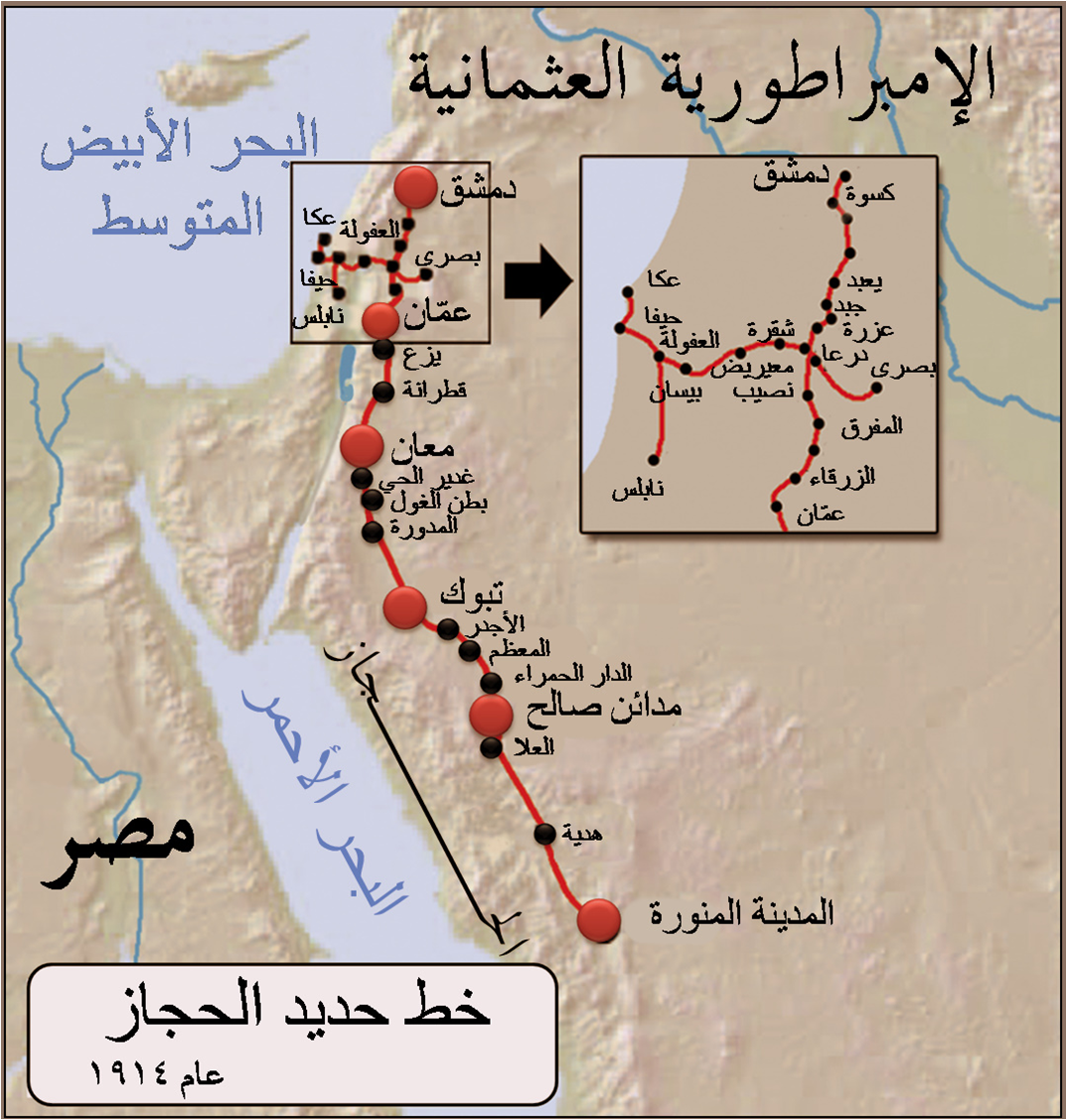
سكة حديد الحجاز.

تحت حكم فندي، أصبحت قبيلة بني صخر الأوصياء على حجاج مكة. وكان يحشد فندي 700 رجل على الجمال لحماية الحجاج من حوران حتى 6 أيام جنوب الكرك.  على الجمل، كانت هذه الرحلة تقطع حوالي 260 كيلومترًا (~ 162 ميلًا)، وتغطي المسافة من جبل حوران حتى ما وراء حدود الأردن الحديثة، وأخيراً تصل إلى حالة عمار في المملكة العربية السعودية الحديثة. وكان فندي مسؤولاً عن ضمان سلامة الحجاج من أوائل ستينيات القرن التاسع عشر حتى عام 1869، ثم مرة أخرى من عام 1872 حتى وفاته. هذا التكريم هو نتيجة لعلاقة فندي الطيبة مع الدولة العثمانية، تعاقد رشيد باشا مع فندي لحماية الحجاج وإعالتهم طوال هذه المسافة. وقد أضاف هذا إلى ثروة فندي وعائلته وعشيرتة بائضافة ألى تجارة الجمال تجارة الجمال. استمرت الأسرة في رعاية الحجاج حتى افتتاح سكة حديد الحجاز في أواخر العقد الأول من القرن الماضي.

## وفاته
في طريق عودته من نابلس، مرض فندي وتوفي داخل أراضي قبيلة عدوان. على الرغم من أن بني صخر وعدوان كانوا أعداء في ذلك الوقت، إلا أن عادات الاحترام العربية التي يتمسك بها خصومه لم تسمح ألى بدفن فندي في مكان وفاته فدفن في أبيلا عند تقاطع وادي الرامة ووادي الكفرين. بعد وفاة فندي، تنازع أبناؤه الثمانية على المشيخة من بعده. قام أبناؤه الثمانية بتقسيم الأسرة والقبيلة، أحدهما يتكون في الغالب من الإخوة الأكبر سنا المتحالفين مع عدوان، والآخر تحت حكم سطم المتحالف مع عنزة والعثمانيين. اجتمعت القبيلة في النهاية تحت عام 1881 بعد وفاة سطم في مناوشة مع عدوان. أصبح الشيخ مشايخ بني صخر سطام فندي الفايز.

## قبر فندي
تم تصميم قبره على غرار ساركوفاجي الروماني الذي يكرّم البدو العرب الأبطال المشهورين، ويبلغ ارتفاعه 3 أمتار (10 أقدام) وطوله 3 أمتار وعرضه 2 متر (6'6 قدم). تظهر علامة قبيلة عائلة فايز على الطرف الغربي من المقبرة. تم صنع القبر بحيث كان فندي مستلقياً على جانبه الأيمن ويواجه مكة. منطقة المقبرة محاطة برباع الزوايا بزوايا دائرية، ويبلغ قياسها 5.2 متر (17 قدمًا) في 4.6 متر (15 قدمًا)، والجدار يبلغ ارتفاعه حوالي نصف متر (1.5 قدم). على جوانب المقبرة، يمكن رؤية عصي برأس عكاز تشبه تمامًا أحد صولجان أوزوريس، ويمكن رؤية سيف وأكواب قهوة ورموز أخرى على جدران المقبرة.